# Johan Paulin Olivecrantz

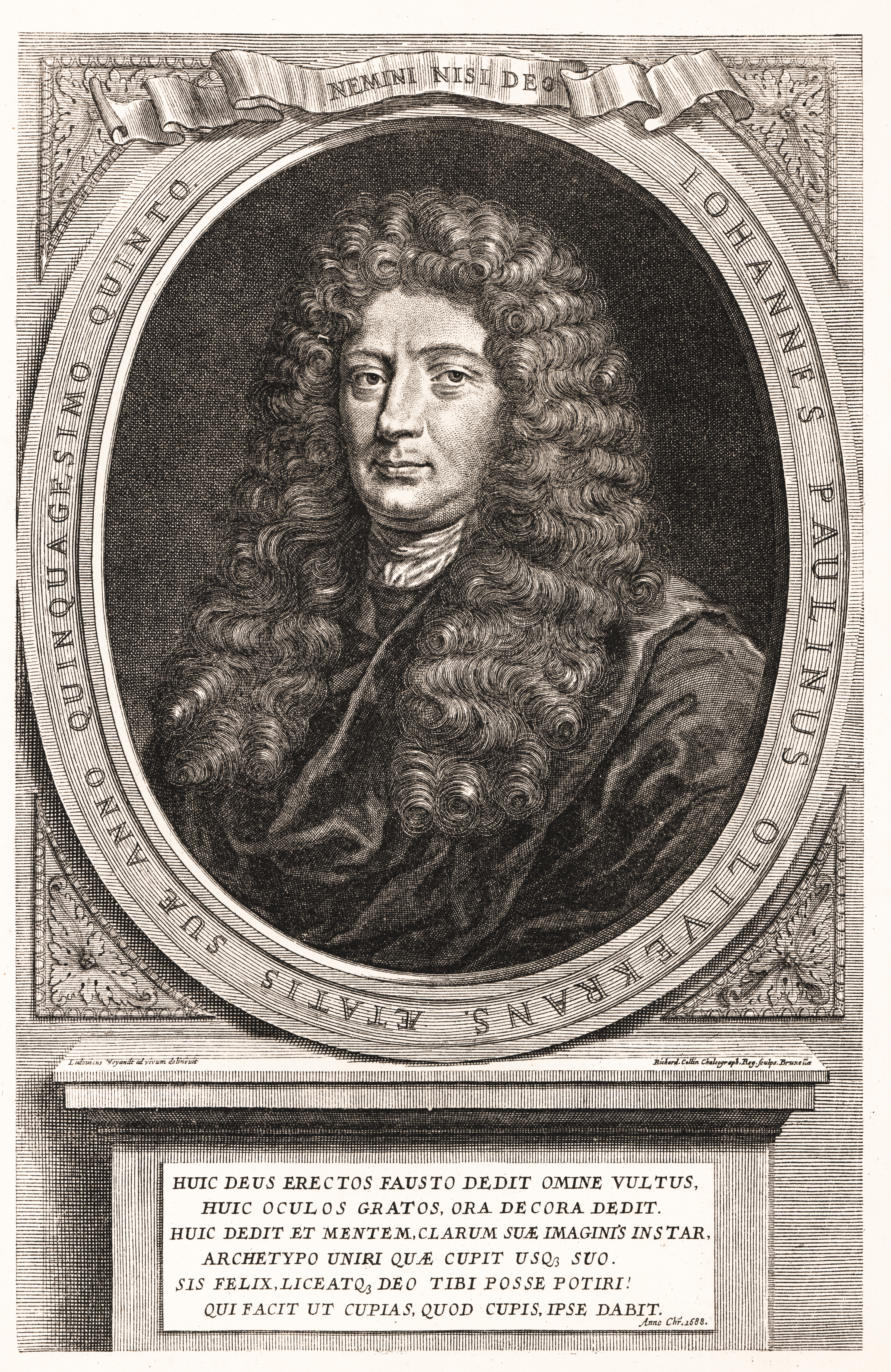
Johan Paulin Olivecrantz.

Johan Paulin Olivecrantz (ur. 1 maja 1633, zm. 10 stycznia 1707) – szwedzki dyplomata.
W 1677 roku wyruszył na kongres w Nijmegen, na którym  reprezentował Szwecję. Pokój w Nijmegen został zawarty w 1679 r.